# Trhovište
Trhovište é um município da Eslováquia, situado no distrito de Michalovce, na região de Košice. Tem 12,56 km² de área e sua população em 2018 foi estimada em 2.046 habitantes.

## Demografia
| Ano:        | 1994 | 2004    | 2014   | 2024    |
| ----------- | ---- | ------- | ------ | ------- |
| Broj ljudi: | 1545 | 1816    | 1913   | 2161    |
| Razlika:    |      | +17,54% | +5,34% | +12,96% |

| Ano:               | 2023 | 2024   |
| ------------------ | ---- | ------ |
| Número de pessoas: | 2140 | 2161   |
| Diferença:         |      | +0,98% |